# Kikuyubrilvogel
De kikuyubrilvogel (Zosterops kikuyuensis) is een zangvogel uit de familie Zosteropidae (brilvogels).

## Verspreiding en leefgebied
Deze soort is endemisch in centraal Kenia.

## Status
De grootte van de populatie is niet gekwantificeerd maar de soort wordt omschreven als zeer algemeen. Op de Rode lijst van de IUCN heeft deze soort de status niet bedreigd.